# Friedrich Weinreb

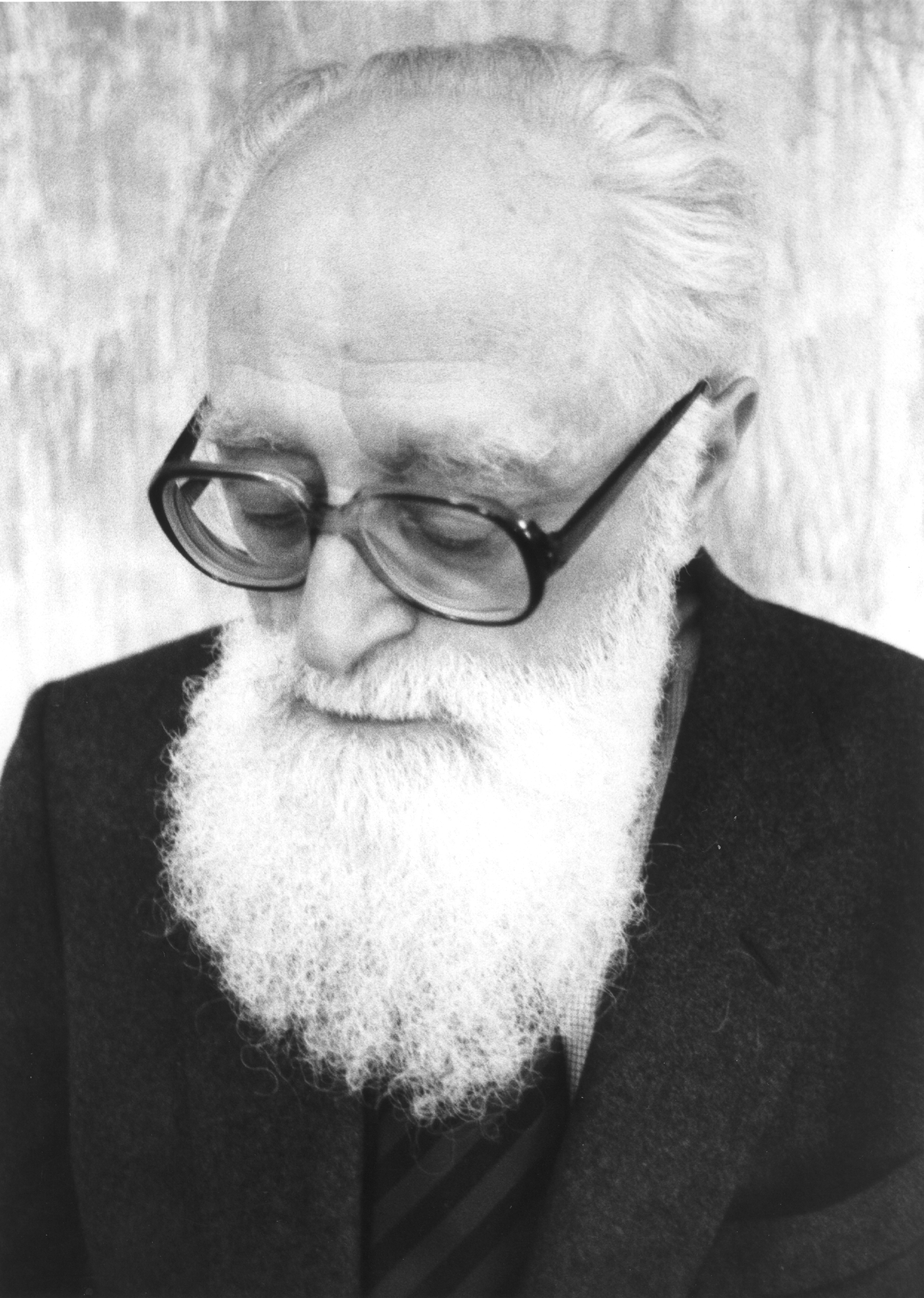
Friedrich Weinreb

Friedrich Weinreb (ur. 18 listopada 1910 we Lwowie, zm. 18 października 1988 w Zurychu) – chasyd, pisarz i ekonomista.
W Polsce znany i wspominany głównie przez Krzysztofa Maurina. Andrzej Wierciński dedykował swoją książkę "Przez wodę i ogień. Biblia i Kabała" – Pamięci Fryderyka Weinreba, profesora statystyki matematycznej i zarazem najwybitniejszego przedstawiciela współczesnej Kabały

## Publikacje
Dorobek obejmuje 50 publikacji poniżej wybór.

### Główne Publikacje
- Der göttliche Bauplan der Welt. Der Sinn der Bibel nach der ältesten jüdischen Überlieferung. Origo, Zürich 1966.
  - ungekürzte Neuausgabe als: Schöpfung im Wort. Die Struktur der Bibel in jüdischer Überlieferung. Thauros, Weiler im Allgäu 1994.
- Die Rolle Esther. Das Buch Esther nach der ältesten jüdischen Überlieferung. Origo, Zürich 1968.
- Das Buch Jonah (Jona). Der Sinn des Buches Jonah nach der ältesten jüdischen Überlieferung. Origo, Zürich 1970.
- Die jüdischen Wurzeln des Matthäus-Evangeliums. Origo, Zürich 1972.
- Leben im Diesseits und Jenseits. Ein uraltes vergessenes Menschenbild. Origo, Zürich 1974.
- Wunder der Zeichen – Wunder der Sprache. Vom Sinn und Geheimnis der Buchstaben. Origo, Bern 1979.
- Legende von den beiden Bäumen. Alternatives Modell einer Autobiographie. Origo, Bern 1981.
- Traumleben. Überlieferte Traumdeutung. 4 Bände, Thauros, München 1981.
- Die Astrologie in der jüdischen Mystik. Thauros, München 1982.
- Der biblische Kalender. Mit einer chassidischen Geschichte für jeden Tag des Jahres. 4 Bände, Thauros, Weiler 1984ff.
- Das jüdische Passahmahl und was dabei von der Erlösung erzählt wird. Thauros, Weiler 1985.
- Innenwelt des Wortes im Neuen Testament. Eine Deutung aus den Quellen des Judentums. Thauros, Weiler 1988.
- Das Buch von Zeit und Ewigkeit. Der jüdische Kalender und seine Feste. Thauros, Weiler 1991.
- Das Markus-Evangelium. Der Erlöser als Gestalt des religiösen Weges. 2 Bände, Thauros, Weiler 1999.
- Die Freuden Hiobs. Eine Deutung des Buches Hiob nach jüdischer Überlieferung. Friedrich Weinreb Stiftung, Weiler 2006.
- Das Opfer in der Bibel. Näherkommen zu Gott. Weinreb-Stiftung, Zürich 2011.

### Autobiografie
- Begegnungen mit Engeln und Menschen. Mysterium des Tuns. Autobiographische Aufzeichnungen 1910–1936. Origo, Zürich 1974.
- Der Krieg der Römerin. Erinnerungen 1935–1943. Zwei Bände, Thauros, München 1982.
- Das Wunder vom Ende der Kriege. Erlebnisse im letzten Krieg. Thauros, Weiler 1985.
- Die Haft. Geburt einer neuen Welt. Erinnerungen 1945 bis 1948. Ebenda 1988.
- Die langen Schatten des Krieges. Drei Bände: Im Land der Blinden / Klug wie die Schlange, sanft wie die Taube / Endspiel. Ebenda 1989.
- Meine Revolution. Erinnerungen 1948–1987. Ebenda 1990.

### Wykłady
Viele Kurse und Vorträge Weinrebs wurden aufgezeichnet und sind als Tondokumente verfügbar. Einen Überblick dazu bieten:
- Weinreb hören und sehen. Autobiographische Notizen zu Vorträgen und Veröffentlichungen 1928 bis 1980. Eine Festgabe für Friedrich Weinreb zum 70. Geburtstag mit einem vollständigen Verzeichnis seiner in deutscher und holländischer Sprache gehaltenen Vorträge zur jüdischen Überlieferung und einer Bibliographie. Thauros, München 1980
- Die bewahrte Stimme. Über Hören und Sprechen in der mündlichen Überlieferung. Mit Inhaltsangaben und vollständigem Verzeichnis der Tonkassetten der ISIOM Weinreb Tonarchiv 1971–1982. Thauros, München 1983

### O Weinrebie
- Klaus W. Hälbig: Das Wunder des Wortes. Friedrich Weinreb (1910-1988), Mystiker und Thora-Gelehrter. In: Geist und Leben. 2011, Nr. 2, S. 148-170.
- Christian Schneider: Im Lehrhaus des Wortes. Reden und Aufsätze – Friedrich Weinreb zum hundertsten Geburtstag. Zürich 2010, ISBN 978-3-905783-68-1.
- Eugen Baer: Ewiges Leben im Wort. Eine Einführung in Leben und Werk von Friedrich Weinreb. Zürich 2010.

### non-fiction
- Klaus W. Hälbig: Der Baum des Lebens. Kreuz und Thora in mystischer Deutung, Würzburg 2011, ISBN 978-3-429-03395-8 (Grundlage ist die Deutung Weinrebs von den zwei Bäumen im Paradies).
- Regina Grüter: Een fantast schrijft geschiedenis. De affaires rond Friedrich Weinreb. Amsterdam 1997 (niederländisch), ISBN 9-050183-79-4.
- Israel Koren: Friedrich Weinrebs Deutung der zwei Schöpfungsgeschichten im Buch Genesis. Thauros, Weiler 2001, ISBN 3-88411-056-X.
- J.H. Laenen: Frederik Weinreb en de Joodse Mystiek. Baarn 2003 (niederländisch), ISBN 9-025953-63-8.
- René Marres: Frederik Weinreb. Verzetsman en groot schrijver. Soesterberg 2002 (niederländisch), ISBN 9-059110-80-3.
- D. Giltay Veth, A.J. van der Leeuw: Rapport door het Rijksinstituut voor Oorlogsdocumentatie uitgebracht aan de Minister van Justitie inzake de activiteiten van drs. F. Weinreb gedurende de jaren 1940-1945, in het licht van nadere gegevens bezien. Den Haag 1976 (niederländisch), ISBN 9-012010-68-3.

### Różne
- Gottfried Abrath: Die Adoption. Roman. BoD, Norderstedt 2009, ISBN 978-3-8391-1952-5.
- Johanna J. Danis: Psychosymbolik der Zeit, München: Edition Psychosymbolik 1993, ISBN 978-3-925350-49-8.